# Neuville-sur-Essonne
Neuville-sur-Essonne – miejscowość i gmina we Francji, w Regionie Centralnym, w departamencie Loiret.
Według danych na rok 1990 gminę zamieszkiwało 248 osób, a gęstość zaludnienia wynosiła 27 osób/km² (wśród 1842 gmin Regionu Centralnego Neuville-sur-Essonne plasuje się na 892. miejscu pod względem liczby ludności, natomiast pod względem powierzchni na miejscu 1194.).
Mieszkańcem Neuville-sur-Essonne był znany dyrygent i kompozytor Sergiu Celibidache.